# Loutraki (Etolia-Akarnania)
Loutraki (en griego Λουτράκι) es un pueblo pequeño griego ubicado en la costa sur del Golfo de Amvrakikos, en la periferia de Etolia-Akarnania. El pueblo cuenta con solo pocos habitantes permanentes, como la gente que tiene casa allí casi todos vienen de Katouna, que está a pocos kilómetros al sur. En Loutraki existía hasta los años 60 un molino de harina que usaba agua para molir. En 1809 Lord Byron, el poeta inglés, pasó por Loutraki, donde escribió un de sus poemas.